# 선산고등학교
선산고등학교(善山高等學校)는 대한민국 경상북도 구미시 선산읍 노상리에 있는 공립 고등학교이다.

## 학교 연혁
- 1952년 10월 10일 : 선산고등학교 개교
- 1966년 3월 1일 : 공립 중·고등학교로 인가
- 2001년 3월 7일 : 생활관(우정학사) 신축
- 2009년 10월 20일 : 기숙형고등학교 선정
- 2010년 1월 26일 : 영어교과교실제(B-2형) 도지정 연구학교 운영(3년)
- 2010년 3월 1일 : 교육과학기술부 지정 자율학교 운영 (5년)
- 2012년 7월 6일 : 인조잔디 운동장 개장 및 단계관(남 기숙사) 개관식
- 2014년 3월 1일 : 선산고등학교·선산여자종합고등학교 통합
- 2014년 9월 1일 : 학교 환경정비 사업 및 기숙사(여) 리모델링 완료
- 2015년 3월 1일 : 경상북도교육청 지정 무한상상실 연구학교 운영(2년)
- 2023년 3월 1일 : 제36대 송진건 교장 취임
- 2023년 12월 22일 : 제72회 졸업식(졸업생 남 39명, 여 36명, 누계 9,012명)
- 2024년 3월 4일 : 2024학년도 입학 (신입생 100명)

## 참고 자료
- 선산고등학교 - 한국교육학술정보원 학교알리미